# عروس فراری (فیلم ۱۳۳۷)
عروس فراری فیلمی به کارگردانی و تهیه‌کنندگی اسماعیل کوشان و نویسندگی مهدی سهیلی با بازی دلکش و ناصر ملک‌مطیعی و محصول سال ۱۳۳۷ است. این فیلم نخستین تولید اسکوپ و رنگی سینمای ایران است

## خلاصه داستان
دختری روستایی که از صدای خوشی برخوردار است شباهت فوق‌العاده ای به «دلکش» دارد. دلکش که برای اجرای کنسرتی به رامسر آمده، در حادثه ای جایش با دختر روستایی عوض می‌شود. هر دو کوشش می‌کنند فرار کرده و نزد آشنایان خود برگردند. اما اطرافیانشان مانع می‌شوند. سرانجام با روبرو شدن دختر روستایی و دلکش مشکلاتی که پدید آمده پایان می‌پذیرد.